# Koop (groupe)
Pour les articles homonymes, voir Koop.
Koop est un duo suédois de jazz électronique.  Le groupe, formé de Magnus Zingmark et Oscar Simonsson, a réalisé trois albums et a participé à de nombreux remix dont un remix de Here's That Rainy Day d'Astrud Gilberto pour l'album Verve Remixed.

## Discographie
- Sons of Koop, 1997.
- Waltz for Koop, 2001.
- Koop Islands, 2006.
- Coup de Grâce (Best of Koop 1997-2007), 2010